# 큐 (자료 구조)

의 기본적인 자료 구조의 한가지로, 먼저 집어 넣은 데이터가 먼저 나오는 FIFO(First In First Out)구조로 저장하는 형식을 말한다. 영어 단어 queue는 표를 사러 일렬로 늘어선 사람들로 이루어진 줄을 말하기도 하며, 먼저 줄을 선 사람이 먼저 나갈 수 있는 상황을 연상하면 된다.
나중에 집어 넣은 데이터가 먼저 나오는 스택과는 반대되는 개념이다.
프린터의 출력 처리나 윈도 시스템의 메시지 처리기, 프로세스 관리 등 데이터가 입력된 시간 순서대로 처리해야 할 필요가 있는 상황에 이용된다.

## 용어
큐는 put(insert)와 get(delete)을 이용하여 구현된다. put는 큐에 자료를 넣는 것을, get은 큐에서 자료를 꺼내는 것을 의미한다. front(head)와 rear(tail)는 데이터의 위치를 가리킨다! front는 데이터를 get할 수 있는 위치를, rear은 데이터를 put할 수 있는 위치를 의미한다.
또, 큐가 꽉 차서 더 이상 자료를 넣을 수 없는 경우(put 할 수 없는 경우)를 오버플로우(Overflow), 큐가 비어 있어 자료를 꺼낼 수 없는 경우(get 할 수 없는 경우)를 언더플로우(Underflow)라고 한다.

## 종류
큐에는 선형과 환형이 있다.

### 선형
막대 모양으로 된 큐이다. 크기가 제한되어 있고 빈 공간을 사용하려면 모든 자료를 꺼내거나 자료를 한 칸씩 옮겨야 한다는 단점이 있다.
다음은 선형 큐의 작동 방식이다.
DATA : A B C D E
|   |
|   |
|   |
| A |

|   |
|   |
| B |
| A |

|   |
| C |
| B |
| A |

|   |
| C |
| B |
|   |

| D |
| C |
| B |
|   |

| D |
| C |
|   |
|   |

### 환형 큐
선형 큐의 문제점(배열로 큐를 선언할시 큐의 삭제와 생성이 계속 일어났을때, 마지막 배열에 도달후 실제로는 데이터공간이 남아있지만 오버플로우가 발생)을 보완한 것이 환형 큐이다. front가 큐의 끝에 닿으면 큐의 맨 앞으로 자료를 보내어 원형으로 연결 하는 방식이다.

원형 큐라고도 한다.

DATA : A B C D E
|   |
|   |
|   |
| A |

|   |
|   |
| B |
| A |

|   |
| C |
| B |
| A |

| D |
| C |
| B |
| A |

| D |
| C |
| B |
|   |

| D |
| C |
| B |
| E |

## 연결 리스트로 구현한 큐 (링크드 큐)
연결 리스트로 구현한 큐는 연결 리스트를 사용한 것으로써, 큐의 길이를 쉽게 늘릴 수 있어 오버플로우가 발생하지 않는 것이 특징이다. 필요에 따라 환형으로 만들 수도 있으며, 환형으로 만들지 않아도 삽입과 삭제가 제한되지 않아 편리하다.

## 같이 보기
- 스택